# Фоса (Француска)
Фоса (фр. Fossat) насеље је и општина у јужној Француској у региону Миди Пирене, у департману Арјеж која припада префектури Памје.
По подацима из 2011. године у општини је живело 1070 становника, а густина насељености је износила 74,25 становника/km². Општина се простире на површини од 14,41 km². Налази се на средњој надморској висини од 243 метара (максималној 353 m, а минималној 231 m).

## Демографија
| 1962. | 1968. | 1975. | 1982. | 1990. | 1999. | 2011. |
| ----- | ----- | ----- | ----- | ----- | ----- | ----- |
| 644   | 656   | 687   | 658   | 754   | 783   | 1.070 |

График промене броја становника у току последњих година